# Claudia Burkart
Claudia Burkart (Buenos Aires, 22 de febrero de 1980) es una jugadora argentina de hockey sobre césped que se desempeña como defensora en la Selección argentina, Las Leonas. Obtuvo dos medallas de oro en Juegos Panamericanos, dos Copas Panamericanas (2001 y 2004) y dos medallas olímpicas (bronce) en los Juegos Olímpicos de Atenas 2004 y de Pekín 2008. En 2001, 2008, 2009 y 2010 ganó el Champions Trophy y en 2002 y 2010 se consagró campeona mundial en la Copa del Mundo. En 2006, obtuvo el tercer puesto en el Campeonato Mundial de Madrid. En 2002 y 2007 obtuvo el segundo puesto en el Champions Trophy y el tercero en 2004.
Integró desde 2001 hasta 2010 la selección argentina de hockey sobre césped, Las Leonas. Pertenece al Club Atlético San Isidro (CASI) de San Isidro, Provincia de Buenos Aires.
El 1 de septiembre de 2009, anunció su retiro de la selección nacional, tras nueve temporadas vistiendo la camiseta del seleccionado argentino de hockey pero volvió a integrarse al seleccionado a principios de 2010 para jugar el Mundial 2010 que se disputó en la ciudad Argentina de Rosario, donde Las Leonas consiguieron su segunda consagración Mundial. Luego de 5 años, Claudia volvió a incorporase al seleccionado para disputar la final de World League que se jugará en Rosario en diciembre de 2015.